# Ивасимидзу-Хатиман-гу
Ивасимидзу Хатиман-гу (яп. 石清水八幡宮) — синтоистское святилище в городе Явата, префектура Киото. Святилище находится на горе Отокояма близ Киото, поэтому иногда его называют Отокояма Хатиман-гу. В храме поклоняются божеству рода Минамото — Хатиману, считавшемуся покровителем воинов.
Храм был возведён в 859 году монахом Гёкё из буддистской школы Сингон. С самого начала храм был тесно связан с этой школой, а также являлся центром культа Хатимана в столице и имел связи с императорской семьёй. Храм был построен в год восшествия на престол императора Сэйва. Согласно легенде, император увидел во сне сиреневые облака, исходящие из горы Отокояма, а сам Хатиман объявил через оракула, что там надлежит построить ему храм. Храм был одним из первых, объединивших в себе буддистское и синтоистское святилища.
Считается, что в строительстве храма участвовал знаменитый резчик по дереву Хидари Дзингоро, вероятный автор «спящего кота» в Никко и многих других скульптур ранней эпохи Эдо. Главное строение храма (яп. 社殿 сядэн, 1631 год) является важным культурным достоянием. О синтае божества известно мало, скорее всего, это зеркало. Кроме самого Хатимана (императора Одзина), в храме поклоняются жене Одзина (под именем Химэ-гама) и его матери. В результате культ Хатимана в этом храме приобрёл многие черты культа предков.
Храм входил в число 22 элитных святилищ (нидзюнися), а в эпоху Мэйдзи — в число кампэй-тайся (яп. 官幣大社 большие императорские храмы) — высшей категории поддерживаемых государством святилищ.
По легенде, в 1268 году из храма была выпущена стрела, вызвавшая божественный ветер (камикадзе), разметавший монгольский флот и спасший Японию. В память об этом событии 22 декабря в храме из окрестного бамбука изготавливаются священные стрелы камия. Они достигают 8 м в длину и весят около 80 кг.
Храм построен в стиле хатиман-дзукури, для которого характерны богатые украшения. Внешние стены здаий побелены, а деревянные элементы и интерьер покрыты красным лаком. Хондэн храма представляет собой два параллельных здания, соприкасающиеся карнизами. Между карнизами установлен позолоченный водосточный жёлоб - дар правителя Японии Оды Нобунаги. Переднее здание называется гайдэн (яп. 外殿, внешнее святилище), заднее (являющееся главной частью хондэна) — найдэн (яп. 内殿, внутреннее святилище), между ними располагается внутренняя комнатка аи-но-ма (яп. 相の間). Она имеет по сторонам двери, через которые священники могут проходить насквозь, не заходя в гайдэн или найдэн. На фасаде имеется три входа - по одному для каждого ками. Средний посвящён Хатиману, правый — императрице Дзингу, а левый — Химэ-оками. Двери гайдэна обычно распахнуты, а интерьер скрывают от глаз занавеси. К каждому входу ведёт отдельная лестница. В найдэне расположены три помоста, предназначенных для отдыха ками. Здания окружены забором тамагаки более полутора метров высотой. Нынешние здания были возведены в 1634 по приказу третьего сёгуна Токугава — Иэмицу. В 2010 году, на его 1150-летие, в святилище прошёл капитальный ремонт.
Перед хондэном расположены открытые здания хэйдэна, где проводятся ритуалы поклонения богам, и будэна, предназначенного для ритуальных танцев и музыки. Здания объединены под одной крышей. Перед ними расположены высокие ворота ромон цвета киновари, с крышей из кипариса и щипцом карахафу. От них в обе стороны расходится крытый коридор кайро, охватывающий святилище. Весь участок стоит на возвышении трёхметровой высоты.